# Baños de Auco
Las termas de Auco son afloramientos de aguas principalmente frías, pero minerales, ubicados al suroeste de la ciudad de Los Andes (Chile), Región de Valparaíso.

## Historia
Luis Risopatrón las describe en su Diccionario Jeográfico de Chile de 1924:: 55 
Auco (Baños de) 32° 54' 70° 43'. Con aguas escasas, sódicas, cloro sulfatadas, brotan con 16 a 30 °C de temperatura; se encuentran a 840 m de altitud, en una quebrada de la banda S del estero de Pocuro, a 14 kilómetros hacia el SW de la ciudad de Los Andes, a la que queda unido por un camino carretero. En su alrededor se ha formado un lugarejo, que cuenta con escuelas públicas i proporciona bastante comodidad a los visitantes, enfermos de asma, tisis, bronquitis i enfermedades del pecho, para cuyas enfermedades se dicen eficaces. 63, p. 193 i 194: 68, p. 35; 85, p. 171; 127; i 156; de Aucó en 155, p. 62; i aldea en 101, p. 318; i termas Baños de Auco en 68, p. 36.